# Judaskyssen
Judaskyssen (italienska: Cattura di Cristo) är en oljemålning av den italienske barockkonstnären Caravaggio. Målningen beställdes av adelsmannen Ciriaco Mattei år 1602 och är sedan 1993 utställd på National Gallery of Ireland i Dublin.

## Motiv
Målningen skildrar den nytestamentliga berättelsen om hur lärjungen Judas Iskariot förrådde Jesus. Jesus befann sig i Getsemane när han identifierades med en Judaskyss inför de tempelvakter som var utsända av Sanhedrin för att gripa honom. Till vänster i bilden avbildas den förtvivlade lärjungen Johannes. Caravaggio var känd för sitt ljusdunkelmåleri, även kallat chiaroscuro. Ljuset kommer från en lykta som hålls av en man till höger vars ansikte tros vara ett självporträtt av konstnären.

## Försvunnen och återfunnen
I slutet av 1700-talet trodde man att tavlan var försvunnen, och dess vistelseort var okänd ända fram till 1990 då chefskonservatorn på National Gallery of Ireland, Sergio Benedetti, upptäckte den i matsalen hos Society of Jesus, Dublin-jesuiternas residens, där den hängt i omkring 60 år. Den hade ansetts vara en kopia av originalet, och skänktes till jesuitfäderna tidigt på 1930-talet av barnläkaren Marie Lea-Wilson.

## Kopior
Det finns åtminstone tolv kända kopior av Judaskyssen. En av dessa hänger på Odessas museum för västlig och östlig konst. Den stals år 2008 men återfanns av polisen två år senare.